# جدجد خشبي
الجدجد الخشبي (الاسم العلمي: Nemobius)، جنس حشرات من الجداجد وفصيلة جداجد سيفية الذيل.

## الأنواع
الأنواع حسب دليل الحياة:
- Nemobius elegans Otte, 2006
- Nemobius grandis Holdhaus, 1909
- Nemobius karnyi Chopard, 1925
- Nemobius piracicabae Piza, 1968
- Nemobius strigipennis Chopard, 1928
- Nemobius sylvestris Bosc, 1792